# Kitisance
Kitisance (horvátul: Kitišanci) falu Horvátországban, Eszék-Baranya megyében. Közigazgatásilag Belistyéhez tartozik.

## Fekvése
Eszéktől légvonalban 27, közúton 33 km-re északnyugatra, községközpontjától 2 km-re nyugatra, a Szlavóniai-síkság szélén, a Karasica jobb partján, az Eszéket Szalatnokkal összekötő főút mentén fekszik.

## Története
A régészeti leletek tanúsága alapján területe már ősidők óta lakott volt. A Karasica túloldalán fekvő Zagajci lelőhelyen bronzkori (i. e. 11. század – i. e. 9. század) és vaskori leleteket (i. e. 4. század) is találtak. A legújabb időkben római villa és az ókori Iovalia maradványait is megtalálták a területén. Ugyanezen a lelőhelyen 7. és 8. századi, korai szlávnak tartott leletek is előkerültek.
Kitisancét horvát történészek általában a középkori Kusztaton településsel (1396: „Kustachen, Kustathon,” 1457: „Kwsthathon”) azonosítják, mely a 15. században a Maróti család birtoka volt és Csánki Dezső is a Karasica melletti Zagajc-puszta közelébe helyezi.
Történészek itt jegyzik meg azt is, hogy már 1289-ben említik a „Kustachen” nevű települést, mint a Haraszti család birtokközpontját, mely birtok hét falut foglalt magában a Dráva jobb partján a Gát melletti mai Petrovo selo üdülőteleptől az Eszék melletti Rétfaluig. 
A török Valpó várának elestével 1543-ban foglalta el azt a területet. 1579-ben a török defter a települést a Pozsegai szandzsák részeként említi. Ekkor 6 ház állt a településen, melyhez a Dráva és a Karasica partján 3 vizimalom, több erdő, szőlő és méhészet tartozott. A valpói uradalom részeként kamarai birtok volt, majd 1721. december 31-én III. Károly az uradalommal együtt Hilleprand von Prandau Péter bárónak adományozta. Ekkor már csak egy juhtelep volt itt, ahol mintegy 500 juhot tartottak.
A mai település Kitisance-puszta néven mezőgazdasági majorként keletkezett a 19. század közepén a valpói uradalom területén, a Hilleprand-Prandau család birtokán. 1869-től tekintik önálló településnek. 1857-ben 339, 1910-ben 374 lakosa volt. Verőce vármegye Eszéki járásához tartozott. Az 1910-es népszámlálás adatai szerint lakosságának 44%-a horvát, 33%-a szerb, 15%-a magyar, 8%-a német anyanyelvű volt. A település az első világháború után az új szerb-horvát-szlovén állam, majd később (1929-ben) Jugoszlávia része lett. A két világháború között az 1920-as években Dalmáciából és a horvát Tengermellékről több család telepedett le itt. A második világháború után Likából és a horvát Zagorje vidékéről újabb horvátok érkeztek a településre. 1991-ben lakosságának 91%-a horvát, 4%-a szerb nemzetiségű volt. 2011-ben 150 lakosa volt.

## Lakossága
| Lakosság változása | Lakosság változása | Lakosság változása | Lakosság változása | Lakosság változása | Lakosság változása | Lakosság változása | Lakosság változása | Lakosság változása | Lakosság változása | Lakosság változása | Lakosság változása | Lakosság változása | Lakosság változása | Lakosság változása | Lakosság változása |
| ------------------ | ------------------ | ------------------ | ------------------ | ------------------ | ------------------ | ------------------ | ------------------ | ------------------ | ------------------ | ------------------ | ------------------ | ------------------ | ------------------ | ------------------ | ------------------ |
| 1857               | 1869               | 1880               | 1890               | 1900               | 1910               | 1921               | 1931               | 1948               | 1953               | 1961               | 1971               | 1981               | 1991               | 2001               | 2011               |
| 0                  | 0                  | 14                 | 12                 | 31                 | 39                 | 46                 | 75                 | 109                | 112                | 115                | 106                | 116                | 142                | 149                | 150                |

## Nevezetességei
Keresztelő Szent János tiszteletére szentelt római katolikus temploma 1982 és 1993 között épült, a belistyei Szent József plébánia filiája. Alapkövét 1982. október 4-én áldotta meg Marin Skarić diakovár-szerémi püspök, felszentelése 1993. december 12-én történt.

## Sport
- Az NK Kitašanci labdarúgócsapata a megyei 3. ligában szerepel. A klubot 2006-ban alapították.
- SK Kitišanci asztalitenisz klub.